# 아동매춘, 아동포르노에 관한 행위 등의 규제 및 처벌 및 아동의 보호 등에 관한 법률
아동매춘, 아동포르노에 관한 행위 등의 규제 및 처벌 및 아동의 보호 등에 관한 법률일본어: 児童買春、児童ポルノに係る行為等の処罰及び児童の保護等に関する法律, じどうかいしゅん（ばいしゅん）、じどうポルノにかかるこういとうのきせいおよびしょばつならびにじどうのほごとうにかんするほうりつ 지도오카이슌(바이슌), 지도오포루노니 카카루코오이토우노 키세이 오요비 쇼바츠나라비니 지도오노 호고토우니 칸스루 호리쓰[*]은 아동 성매매, 아동 포르노의 단속을 목적으로 한 일본의 법으로 1999년 제정되었다. 2014년 법 개정 전에는 "아동매춘, 아동포르노에 관한 행위 등의 처벌 및 아동의 보호 등에 관한 법률"이라는 제명이었다.
아동매춘·아동포르노 금지법, 아동매춘·아동포르노법, 아동매춘·아동포르노 처벌법, 아동포르노 금지법, 아동포르노법, 아포법으로 생략해 칭하기도 한다.

## 경위
1996년 스톡홀름에서 개최된 '제1회 아동의 상업적 성착취에 반대하는 세계회의'[주석 1]일본인에 의한 아시아에서의 아동 매춘이나 유럽 제국에서 유통되고 있는 아동 포르노의 80%가 일제라고 지적되어 혹독한 비판을 받은 점 및 일본에서는 아동 매춘이 사회 문제화되고 있었기 때문에 1998년 당시 여당이었던 자민당·사민당·사키가케당 3당의 의원입법에 의해 성립되었다.
1999년 5월 26일 공포되어 같은 해 11월 1일 시행되었다.시행 후에 성표현을 포함한다고 해서 이노우에 타케히코 「배가본드」, 미우라 겐타로 「베르셀크」, 코야마 유우「아즈미」라고 하는 만화가 기이쿠니야 서점에서 일시적으로 철거되어 지나친 자율규제로서 문제가 되었다.
2004년에는 부칙 6조에 근거해 개정법이 성립되었고, 2008년(2008년)에는 단순 소지 규제와 창작물 규제 검토를 담은 여당 개정안이 제출되었으며, 2009년(2009년)에는 아동 포르노 정의 변경 및 취득죄를 담은 민주당 안이 제출되었다. 그러나 모두 2009년 7월 중의원 해산에 따라 폐안되었다.
2014년 6월에는 다음 사항을 규정한 개정법이 성립되었다.
법률의 제목을 「아동 매춘, 아동 포르노와 관련된 행위 등의 규제 및 처벌과 아동 보호 등에 관한 법률」로 개정한다.
- 아동 포르노의 정의를 엄밀화하다.
- 적용상의 주의를 엄밀화한다.
- 아동에 대한 성적 착취 및 성적 학대와 관련된 행위의 금지를 규정한다(벌칙은 마련하지 않는다.3조의 2).
- 자신의 성적 호기심을 충족시킬 목적으로 아동 포르노를 소지하는 행위(소위 단순 소지.7조 1항)이나 몰래 아동 포르노를 제조하는 행위(이른바 몰래 촬영.7조 5항)을 처벌한다.
- 인터넷 이용에 관련된 사업자에게 수사협력·아동 포르노 송신을 방지하는 조치 등을 노력 의무로 한다(16조의 3).

## 구성
- 제1조(총칙, 제1조~제3조의2)
- 제2조(아동매춘, 아동포르노에 관한 행위 등의 처벌 등, 제4조~제14조)
- 제3조(심신에 유해한 영향을 받은 아동의 보호를 위한 조치, 제15조~제16조의2)
- 제4조(잡칙, 제16조의3, 제17조)
- 부칙

## 같이 보기
- 아동·청소년의 성보호에 관한 법률
- 아동 포르노
- 아동 성매매
- 성적자태촬영 등 처벌법
- 유년의 사랑: 외국판 DVD에 이 법률이 적용되었다.
- 쁘띠 엔젤 사건(일본어판): 2003년 7월 도쿄 아카사카의 소녀 4명이 유괴, 감금된 사건으로, 쁘띠엔젤은 해당 사건 범인이 운영하던 아동 성매매 데이트 클럽의 명칭이다.
- 소아성애증
- 로리콘
- 엄벌화
- 급진적 여성주의